# Шитыден
Шитыден (вьет. Sư Tử Đen, рус. Чёрный Лев) — нефтяное месторождение Вьетнама, расположено в 150 км к востоку от Хошимина, на шельфе Южно-Китайского моря. Открыто в 2003 году. Начальные запасы нефти составляют 65 млн. тонн.
Нефтеносность связана с миоценовыми отложенями. Залежи на глубине 35-100 м.
Оператором месторождения является нефтяная компания Cuu Long Joint Operation Co, в которую входят: PetroVietnam (50%), ConocoPhillips (23,25%), KNOC (14,5%), SK (Южная Корея, 9%) и Geopetro (Канада, 3,5%). Добыча нефти на Шитыдене составила в 2006 году 4 млн тонн.